# Barbara Henninges
Barbara Henninges (* 1939 in Dresden) ist eine deutsche literarische Übersetzerin. Sie überträgt französische und überwiegend englischsprachige Literatur ins Deutsche.

## Leben und berufliche Tätigkeit
Barbara Henninges wurde 1939 in Dresden geboren. Nach dem Abitur, das sie in Hamburg absolvierte, studierte sie in Heidelberg, Frankreich und in den Vereinigten Staaten. Seit 1978 arbeitet Henninges als freischaffende Übersetzerin. Zu den von ihr ins Deutsche übertragenen Autoren zählen Marguerite Duras, André Glucksmann, Randall Jarrell, Joyce Carol Oates, John Updike und William Wharton.
Im Jahr 1988 begann sie damit, Erzählungen und Romane afrokaribischer und afroamerikanischer Schriftstellerinnen wie Jamaica Kincaid, Toni Cade Bambara, Ntozake Shange und Terry McMillan zu übersetzen. Ab 1990 arbeitete sie an der deutschen Edition der Werke von Zora Neale Hurston, die der Ammann Verlag herausgab. Für ihre Übersetzung von Hurstons Bestseller Their Eyes Were Watching God (deutsch: Und ihre Augen schauten Gott) wurde Henninges 1994 mit dem Literaturpreis der Stadt Stuttgart ausgezeichnet.

Zu ihren bekanntesten Arbeiten zählt auch die Autobiografie Hurstons, die im Jahr 2000 unter dem Titel Ich mag mich, wenn ich lache (englischer Originaltitel: Dust Tracks on a Road) auf Deutsch erschien. Im Ankündigungstext zu einem Vortrag mit dem Titel Von Sumpfzypressen und Geiern. Die Übersetzerin Barbara Henninges auf den Spuren von Zora Neale Hurston, den Henninges am 13. Oktober 2005 im Literaturhaus München hielt, heißt es über ihre Arbeit: 

„Im deutschsprachigen Raum gelten Hurstons Werke, vor allem ihre urwüchsigen „schwarzen“ Dialoge, manch einem als unübersetzbar. Barbara Henninges, die mit mehreren deutschen Mundarten aufwuchs, fand jedoch in der schelmenhaften, direkten, bilderreichen Redeweise der kleinen Leute hüben wie drüben, schwarz wie weiß, so viel Vergleichbares, dass sie den Versuch wagte, Hurston eine deutsche Stimme zu geben.“

Henninges übersetzte nicht nur Bücher, sondern auch die Texte von Hörspielen und Dokumentarfilmen.
Mit dem Aufsatz Eine Nachbarin verschwindet und Bomben fallen auf Berlin trug Henninges zum Sachbuch Kinder im Zweiten Weltkrieg: Spuren ins Heute bei, einer Dokumentation, die unter Federführung der Historikerin Karin Orth (Forschungsgruppe Zeitgeschichte) am Historischen Seminar der Universität Freiburg entstand und 2016 als Buch herausgegeben wurde. Henninges’ Beitrag ist ein Auszug aus ihrem Buchprojekt Wenn Du geredet hättest, Vater, in welchem sie ihre Kindheitserlebnisse als Kriegskind und die Auswirkungen der langen Abwesenheit und des hartnäckigen, lebenslangen Schweigens ihres Vaters nach dessen Rückkehr aus der Kriegsgefangenschaft auf die Familie schildert. Zu diesem Thema hielt sie im Mai 2013 auch einen Vortrag an der Katholischen Akademie Freiburg.
Barbara Henninges lebt und arbeitet in Staufen im Breisgau.

## Auszeichnungen
- 1994: Literaturpreis der Stadt Stuttgart

## Werke (Auswahl)
aus dem Französischen
- Dagpo Rinpoche: Dalai Lama – Tibet im Exil. Herder, Freiburg im Breisgau 1995, ISBN 3-451-23872-1 (Originaltitel: Le Dalai͏̈ Lama - Tibet en exil.).
- Marguerite Duras: Liebe. Suhrkamp, Frankfurt am Main 1986, ISBN 3-518-01935-X (Originaltitel: L’Amour.).
- André Glucksmann: Philosophie der Abschreckung. DVA, Stuttgart 1984, ISBN 3-421-06201-3 (Originaltitel: La Force du Vertige.).
- Hörspiel César und Drana von Isabelle Doré (Originaltitel: César et Drana.).[7]

aus dem Englischen
- John Updike: Bessere Verhältnisse. Rowohlt, Reinbek bei Hamburg 1983, ISBN 3-498-06862-8 (Originaltitel: Rabbit is Rich.).
- William Wharton: Die Nacht in den Ardennen. Goldmann, München 1988, ISBN 3-442-08966-2 (Originaltitel: A Midnight Clear.).
- Jamaica Kincaid: Annie John. DVA, Stuttgart 1989, ISBN 3-421-06509-8.
- Joyce Carol Oates: Im Zeichen der Sonnenwende. DVA, Stuttgart 1990, ISBN 3-421-06551-9 (Originaltitel: Solstice.).
- Judith Thurman: Tanja Blixen: ihr Leben und Werk. Rowohlt, Reinbek bei Hamburg 1991, ISBN 3-499-13007-6 (Originaltitel: Isak Dinesen, the life of a storyteller.).
- Zora Neal Hurston: Und ihre Augen schauten Gott. Ammann, Zürich 1993, ISBN 3-250-10205-9 (Originaltitel: Their Eyes were watching God.).
- Zora Neal Hurston: Ich mag mich, wenn ich lache. Ammann, Zürich 2000, ISBN 978-3-250-10403-2 (Originaltitel: Dust tracks on a Road.).